# 叛影浪客
《叛影浪客》（英語：The Shadow Strays）是一部2024年印尼動作犯罪驚悚片，由提摩·賈漢托（Timo Tjahjanto）自編自導。電影於2024年10月17日由Netflix全球發行，並於多倫多國際影展的午夜瘋狂單元舉行首映。故事圍繞著17歲的少女殺手「代號13」（由奧羅拉·里貝羅飾演），在一次日本行動失誤後被停職，並返回雅加達進行心理訓練。在此期間，她與剛喪母的11歲少年蒙吉相遇，並意外捲入當地的犯罪組織鬥爭之中。
《叛影浪客》因為充滿粗話和大量暴力場面而遭到數個國家禁映，包括汶萊、巴林、古巴、伊朗、馬來西亞、沙烏地阿拉伯、中国、阿曼等地。電影的火爆動作場面和激烈的槍戰搏鬥，結合主角的心路歷程與情感牽動，使其在Netflix上線後迅速登上多國熱門排行榜，並引起影評界廣泛關注。

## 劇情
代號「13」是一位年僅17歲的訓練有素殺手，隸屬於一個國際暗殺組織，組織成員皆被稱為「影子」。在一次執行於日本的任務中，她成功刺殺了犯罪組織首腦，但意外誤殺一名路人，並因此失神，最終遭到反擊而受傷昏迷。13的導師「暗影」迅速出手清除敵對組織成員並將她救出，隨後責備她的失誤，將她帶回雅加達進行心理重訓。暗影則接下組織分派的柬埔寨任務，並由「指揮官」負責指揮。
在停職期間，13不斷夢見母親的死，並例行聯絡她的指揮官，指揮官命她服藥並等待進一步指示。此時，13認識了隔壁住戶11歲的蒙吉和他的母親阿斯蒂。阿斯蒂在當地夜總會為犯罪集團成員哈加工作。某晚，13目睹哈加對蒙吉母子的暴行卻未加干涉。次日早上，阿斯蒂被發現因過量服藥身亡，而蒙吉則在警探帕塞提約的警告下被迫面對母親的死。
經過兩週的等待後，13開始失去耐心，並停止服用指揮官分派的藥物。她逐漸與渴望為母親復仇的蒙吉建立起友情，並帶著他去祭拜母親。然而某天，蒙吉失蹤，13懷疑是哈加所為，便脅迫哈加的手下傑基將她帶到夜總會。傑基透露哈加和他的雙胞胎姊姊索莉雅所屬的犯罪組織涉及腐敗警探帕塞提約，這組織還包括毒梟阿瑞爾，他正參加副省長選舉，背後則由犯罪頭目蘇米特羅支持。索莉雅在夜總會安排了一場毒品交易，傑基推薦13給索莉雅作為「禮物」，藉此接近哈加。13得知蒙吉前一晚來過夜總會後被帕塞提約和哈加擄走。
在柬埔寨的任務中，暗影殺害了多位蒙面目標，並遇見另一名殺手「三駕馬車」。暗影驚覺自己一直在殺害「影子」成員，並在得知其中一位目標「重擊」懷孕後猶豫未殺。最終，暗影放走了重擊，卻遭三駕馬車追殺。
13最終殺死哈加，激怒索莉雅，並引來警方注意。在夜總會的大規模槍戰後，13與傑基成功逃脫，雖然傑基拒絕再度協助她。帕塞提約得知哈加之死後瘋狂追捕13，而索莉雅則躲進阿瑞爾的藏匿處。蘇米特羅責備阿瑞爾濫殺無辜導致混亂，而阿瑞爾則折磨著蒙吉。
當晚，帕塞提約率腐敗警隊襲擊了傑基的祖母家，但遭到13阻撓。帕塞提約隨後將13引入阿瑞爾的豪宅，最終在交戰中被13殺死。阿瑞爾和索莉雅企圖折磨13，但被蘇米特羅阻止。蘇米特羅意圖利用13保護其毒品交易，並命她殺死對手卡比爾。然而在交易進行中，蒙吉因傷勢過重死亡。得知此事後，傑基通知13，她在震驚中未能按指令行動。隨後傑基駕車撞向卡比爾的手下，導致雙方火併。13趁機消滅阿瑞爾的手下，並在激戰中殺死阿瑞爾。索莉雅試圖復仇，卻被傑基射殺。
返回的途中，暗影和三駕馬車伏擊13和傑基的車輛，並制伏兩人。指揮官命令暗影殺死13，但暗影再度猶豫，傑基趁機反擊，卻被指揮官殺害。13掙脫束縛逃進一棟建築，並與三駕馬車展開決鬥，最終將其擊斃。隨後暗影現身並與13展開對決，儘管身受重傷，暗影最終取勝。指揮官命暗影執行處決，暗影卻反抗並遭指揮官射殺。13憤而殺死指揮官，並在暗影臨死前得知自己的真名「諾米」。
故事尾聲，13埋葬蒙吉，卻發現自己成為了組織的獵殺目標，帶隊的「影子」新成員代號14也現身尋仇。一位蒙面男子現身救下13，並自稱是暗影的師父布萊，邀請13成為其徒弟，13同意並表示希望以真名「諾米」行走江湖。

## 演員
- 奧羅拉·里貝羅（Aurora Ribero）飾演 代號13 / 諾米
- 哈娜·馬拉桑（Hana Malasan）飾演 暗影（Umbra）
- 塔斯卡亞·納米亞（Taskya Namya）飾演 索莉亞（Soriah）
- 阿格拉·皮利昂（Agra Piliang）飾演 哈嘉（Haga）
- 安德里·馬沙迪（Andri Mashadi）飾演 阿里爾（Ariel）
- 周金華（Chew Kin Wah）飾演 代理人（Handler）
- 奈歐米·希塔娜依里·克里斯蒂（Naomi Hitanayri Christy）飾演 艷妓
- 馬瓦·伊娃·德瓊（Mawar Eva de Jongh）飾演 代號14
- 阿迪帕蒂·多肯（Adipati Dolken）飾演 普拉斯堤奧（Prasetyo）
- 丹尼爾·埃卡普特拉（Daniel Ekaputra）飾演 特洛伊卡（Troika）
- 艾薇·福茲亞（Evy Fauziah）飾演 賽麗·賈米爾女士（Ny. Sari Djamil）
- 阿里·菲克里（Ali Fikri）飾演 蒙吉（Monji）
- 巴儂·高塔馬（Banon Gautama）飾演 庫斯諾（Kusno）
- 坦塔·金汀（Tanta Ginting）飾演 卡比爾（Kabil）
- 克里斯托·伊曼紐爾（Kristo Immanuel）飾演 傑奇（Jeki）
- 安蒂·英達（Anty Indah）飾演 海洛因女孩
- 加藤浩章（Hiroaki Kato）飾演 劍二郎（Kenjiro）
- 伊娃·塞莉亞（Eva Celia）飾演 沃爾弗（Volver）
- 魯希安·雅揚（Yayan Ruhian）飾演 布萊（Burai）

## 製作
在2023年，Netflix 宣布推出印尼原創電影計畫，其中包括這部電影。導演提摩·塔哈揚托（Timo Tjahjanto）繼他2022年執導的Netflix原創電影《4 大殺手：重出江湖》後，再度合作拍攝此片。電影於2023年7月開始進行拍攝。

## 上映資訊
《叛影浪客》於2024年9月10日首次在多倫多國際電影節的「午夜瘋狂」單元進行全球首映。隨後，Netflix在同年10月17日於全球同步上架這部電影。

## 迴響

### 觀眾收視情況
《叛影浪客》上線後僅六天便登上Netflix全球非英語片的前十名排行榜，並在包括马来西亚、美国、加拿大、韓國、日本、英国、德国、西班牙、法国、巴西、香港、新加坡、越南、印尼等85個國家的電影排行榜中名列前茅。

### 影評反應
根据評論匯總网站爛番茄汇总的18篇评论文章，89%的评论家给予该作正面评价，平均打分为7.1分（满分10分）。《荷里活報道》的帕特里克·布雷茲基（Patrick Brzeski）認為本片類似於印尼版的《捍衛任務》，以女性角色為主角，融合了烏茲衝鋒槍和武士刀的激烈打鬥場面。強尼·羅夫塔斯（Johnny Loftus）在《紐約郵報》的 Decider 專欄中表示，電影充滿了火器、拳腳和刀劍搏鬥，並肯定了主演奧羅拉·里貝羅（Aurora Ribero）和哈娜·馬拉桑（Hana Malasan）的演技及角色間的情感聯繫。
《Loud and Clear Reviews》的麥克桑斯·文森（Maxance Vincent）稱讚電影的動作場景，認為其視覺和聽覺效果令人印象深刻，並將其描述為「年度動作片之一」。然而，他也指出影片刻意營造出不舒適的氛圍。
《IndieWire》的大衛·埃利希（David Ehrlich）則批評電影過度強調暴力元素，稱其為「一場毫無節制的死亡與肢解盛宴」，表示雖然這樣的風格可以理解，但可能會影響觀眾的觀影體驗。《Slashfilm》的克里斯·伊萬傑利斯塔（Chris Evangelista）在評論中對電影的風格持平衡看法，稱其「既令人興奮又讓人疲憊」，並對提摩·塔哈揚托（Timo Tjahjanto）的動作設計和視覺呈現給予肯定，認為影片塑造出「酷炫」的效果；但也提到不間斷的暴力場景隨劇情發展可能讓部分觀眾感到「疲憊」。

## 外部連結
- 互联网电影数据库（IMDb）上《叛影浪客》的资料（英文）
- 豆瓣电影上《叛影浪客》的資料 （简体中文）
- 爛番茄上《叛影浪客》的資料（英文）